# Musica nell'antica Grecia
L'antichità greca ha rappresentato per la cultura occidentale un autentico modello di classicità, soprattutto per l'architettura, la scultura, la filosofia e la letteratura, dalla quale ci sono pervenuti reperti, testi di eccezionale fattura e valore storico. Diverso è stato per la musica, arte altrettanto importante e praticata nel mondo classico, della quale sono rimasti solo pochi frammenti, spesso di difficile interpretazione. L'elemento di continuità tra il mondo della civiltà musicale ellenica e quella dell'Occidente europeo è costituito principalmente dal sistema teorico greco, assorbito dai romani e da essi trasmesso al Medioevo cristiano. Il sistema diatonico, con le scale a sette suoni e gli intervalli tra le note di tipo tonico o semitonico, tuttora alla base della teoria del linguaggio musicale occidentale, è l'erede e l'epigono del sistema musicale greco. Altri aspetti comuni alla musica greca e ai canti della liturgia cristiana dei primi secoli dopo Cristo, furono il carattere rigorosamente monodico della musica e la sua stretta unione con le parole del testo. 
Nota, però, lo storico Massimo Mila come le teorie musicali della Grecia antica siano state «caratterizzate dall’incapacità di cogliere il fatto musicale nella sua autonomia ed essenzialità e dall'abitudine di subordinarlo a qualche altro criterio o scientifico o morale»; e a questo proposito elogia di conseguenza Aristosseno, come «il primo che abbia veramente coscienza della realtà artistica del pezzo musicale, il primo filosofo che sia anche musicista e che senta, pur non riuscendo ancora a individuarla, la necessaria presenza dello spirito nell'opera d’arte».

## I tre grandi periodi della storia della musica greca

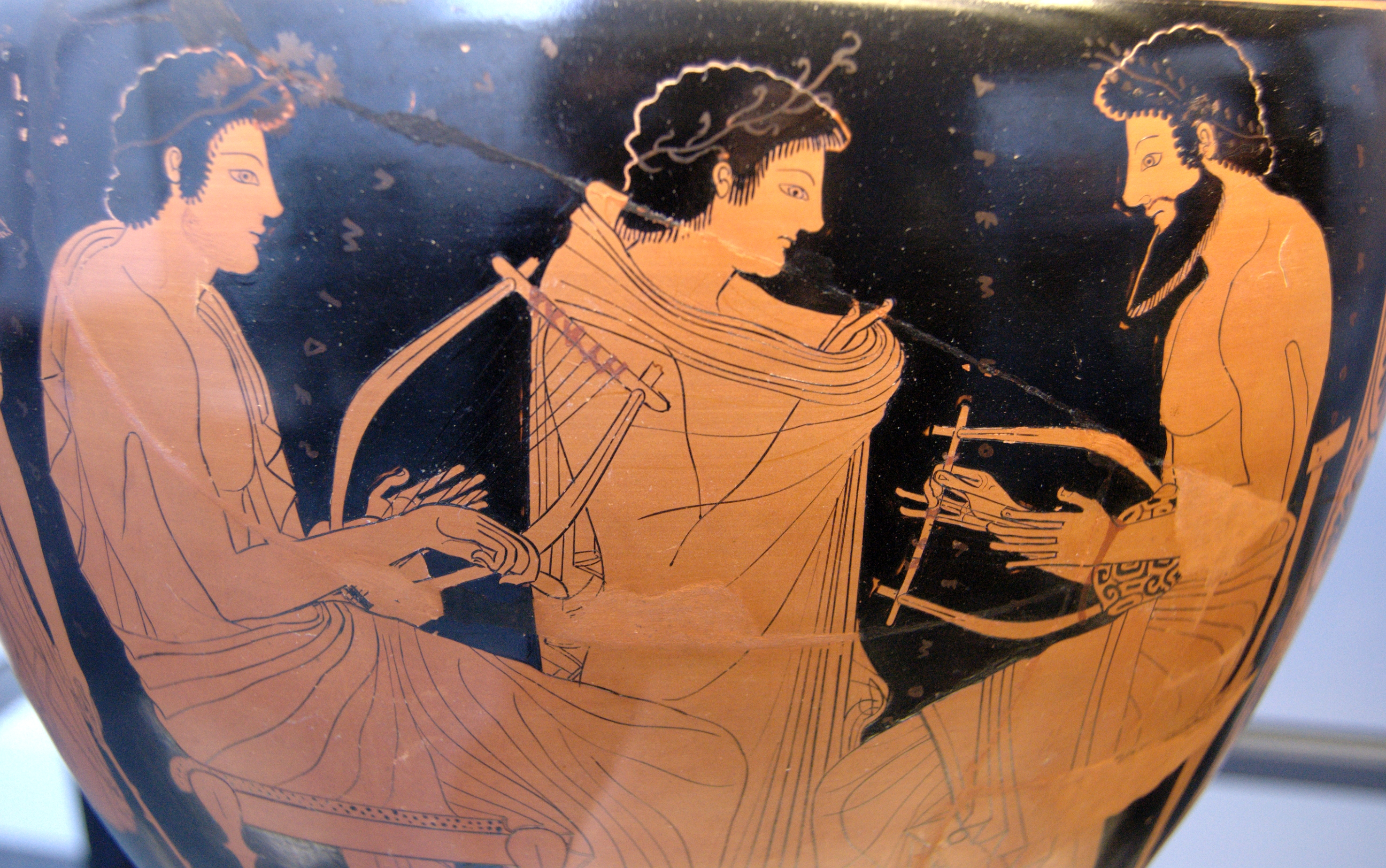
Lezione di musica, idria attica a figure rosse, c. 510 a.C., Staatliche Antikensammlungen (Inv. 2421).

È possibile distinguere, in linea di massima, tre grandi periodi all'interno della storia della musica greca:
1. Periodo arcaico: dalle origini al VI secolo a.C.
2. Periodo classico: dal VI sec. al IV secolo a.C. Fu il periodo delle grandi città di Atene, Sparta e della grande fioritura dell'arte e del pensiero filosofico greco
3. Periodo ellenistico-romano Greco: dal IV sec. fino al 146 a.C. (conquista della Grecia da parte dei Romani).

### Periodo arcaico
In questo periodo domina, nella Grecia Antica, una concezione della musica di tipo magico-incantatorio. Ricordiamo che, per gli antichi Greci, la magia era un tentativo di controllare le forze naturali che si manifestavano con violenza all'uomo primitivo.
Fu in questo periodo che nacquero i primi racconti mitologici in riferimento al potere psichico della musica.
La forte presenza della componente sonora nella grecia arcaica viene testimoniata dal fatto che quasi tutti i miti greci posseggono una dimensione sonora: per esempio, i miti relativi alla nascita degli strumenti, come quello della ninfa Siringa, la quale, per sfuggire a Pan, che si era innamorato di lei, venne trasformata in canna dalle divinità dell'acqua. Pan, per conservare questo legame con la ninfa, tagliò queste canne facendone il suddetto strumento musicale.

#### Gli strumenti musicali dell'antica Grecia
Il tipico strumento associato alla civiltà greca fu l'Aulos, uno strumento a fiato ad ancia, sacro al culto di Diòniso, dio del vino, dell'ebbrezza e dell'incantamento. Una striscia di cuoio girava intorno al capo dell'esecutore, aiutandolo a fermare tra le labbra le imboccature dell'aulos doppio, il diaulos, più diffuso dell'Aulos semplice.
Un altro strumento dell'antica Grecia fu la lira, o cetra, utilizzato generalmente per accompagnare i racconti delle leggende degli dei e degli eroi. La lira era ritenuta sacra al culto di Apollo, dio della bellezza, e simboleggiava una diversa idea della musica, molto più razionale di quella associata al dio Diòniso. La lira consisteva in una cassa di risonanza dalle cui estremità salivano due bracci collegati a un giogo. Tra la cassa e il giogo erano tese le corde: dapprima 4, poi 7 ed anche in numero maggiore. La lira veniva suonata pizzicando le corde con un plettro d'avorio. Varietà della lira erano la forminx degli aedi, la pectis lidia, una piccola arpa, e la grande magadis, una grande arpa.
Vi è un mito che mostra la superiorità che acquistò, per i greci, la poesia accompagnata dalla cetra. Si tratta del mito di Atena, dea della sapienza, la quale gettò via l'aulos perché la costringeva a contorcere il viso per suonare, scegliendo la cetra. Vi è quindi l'idea della superiorità della musica razionale rispetto a quella irrazionale. Vengono riconosciute entrambe le dimensioni, associate una ad Apollo e l'altra a Dioniso.
Altri strumenti erano la siringa, o flauto di Pan, formata da 7 canne disposte una vicina all'altra e di altezza digradante, e la salpinx, strumento simile alla tromba. Tra gli strumenti a percussione si ricordano i tamburi, i cimbali, gli attuali piatti, i sistri e i crotali.

#### La notazione
L'esistenza della notazione risale al IV secolo a.C. La scrittura musicale greca serviva solo ai musicisti professionisti, per loro uso privato.
Tra i pochi reperti sopravvissuti:
- Dal primo stasimo della tragedia Oreste di Euripide, un frammento scritto su papiro; frammento facente parte della collezione dell'arciduca Rénier. Notazione vocale.
- Sempre dall'Oreste di Euripide: frammento di un coro (480-406 a.C.), Papyrus Wien G 2315. Notazione vocale.
- Frammenti strumentali, sempre dall'Oreste di Euripide, nel Papyrus Berlin 6870. Notazione strumentale.
- Due inni delfici, in onore di Apollo, uno in notazione vocale, l'altro in notazione strumentale, entrambi incisi su pietra; scoperti nelle rovine del tesoro degli ateniesi a Delfi nel maggio del 1893 (Delphi inv. NR. 517,526,494,499)
- Pianta di Tecmessa, Papyrus Berlin 6870. Notazione vocale
- Tre inni di Mesomede di Creta, dedicati al Sole, a Nemesi e alla musa Calliope, pubblicati da Vincenzo Galilei alla fine del Cinquecento
- Aenaoi Nefelai, da Aristofane. Museo di Monaco di Baviera (Aristophane 275/277)
- Epitaffio di Sicilo, Seikilos figlio di Euterpe. Inciso su una colonnetta in pietra, scoperta in Asia minore e pubblicata dal Ramsay nel 1883. I segni musicali furono scoperti da Wessely nel 1881. Conservato nel museo di Copenaghen (Inv NR. 14897). Notazione vocale
- Prima ode Pitica, da Pindaro. Fonte: Biblioteca del monastero di S. Salvatore, Messina
- Papyrus oxyrhynchus 2436 - Frammento di una monodia estratta forse dal Meleagos di Euripide
- Homero Hymnus (Omero?) Fonte: Benedetto Marcello, Estro poetico-harmonico (Venezia, 1724). Parte di canto greco del Modo Hippolidio sopra un inno d'Omero a Cerere.
- Poema (Mor 1,11 f Migne 37,523) di Grigorios Nazianzenos - Fonte: Athanasius Kircher, Musurgia universalis (1650), Schema Musicae Antiquae. Biblioteca del monastero di S. Salvatore, Messina
- Papyrus Oslo A/B: Papiro di Oslo 1413, Testo tragico. Pubblicato da Amundsen e Winnington-Ingram in Symbolae Osloensen (1955). Notazione vocale

### I primi musicisti
La fine del periodo arcaico vide il primo musico di cui abbiamo notizie storiche, Terpandro, a cui fu riconosciuto il merito di aver raccolto, classificato e denominato le melodie in base alla loro origine geografica, nonché di aver organizzato le melodie in funzione dei testi poetici. Queste melodie vennero chiamate nomoi, perché il musico doveva utilizzarle in funzione del tipo di testo che metteva in musica. In questa fase fu decisiva, nell'ambito dell'esecuzione musicale del testo poetico, la funzione della memoria, considerata la madre delle muse, nonché madre delle arti in quanto aveva un ruolo fondamentale per la sopravvivenza e la trasmissione della cultura.

#### La teoria/Riassunto
Nella Grecia antica, la musica era assolutamente inseparabile dalla poesia, soprattutto nel periodo più antico della sua storia. Sia nella poesia greca che in quella latina, la metrica era governata dalla successione, secondo schemi prefissati, di sillabe lunghe e brevi. Da questi schemi derivavano le alternanze fra tempi forti e deboli, cioè il ritmo.
La ritmica greca si estendeva all'area delle arti temporali, quindi la musica adottava gli stessi principi della poesia. Elemento fondamentale ed indivisibile della metrica greca, era il tempo primo, misura della sillaba breve. La breve corrispondeva alla durata di una croma, mentre la lunga corrispondeva alla durata di due sillabe brevi, ossia di una semiminima. Il ritmo si produceva solo quando coesistevano due o più note o sillabe, cioè più brevi e lunghe, e si ordinavano in schemi ritmici chiamati piedi. Nella poesia, i piedi si raggruppavano in combinazioni varie a formare i versi, e i versi a formare le strofe.

#### Il canto
Verso la fine del periodo arcaico inizia a svilupparsi una lirica monodica, affidata ad una voce sola ed eseguita in contesti conviviali. In alcune città come Sparta, invece, dove si sviluppò un forte senso civile, dove si dava maggior importanza alla dimensione collettiva della vita sociale, nacque una produzione di musica corale, affidata ad eventi celebrativi pubblici, sia religiosi che laici. Forme della lirica corale furono: il peana in onore di Apollo, il ditirambo in onore di Dioniso, l'imeneo, canto di nozze, il threnos, canto funebre, il partenio, canto di fanciulle, gli inni in onore degli dei e degli uomini e gli epinici in onore dei vincitori dei giochi panellenici. Nella lirica corale si realizza pienamente l'unione delle tre arti della Mousikè, perché alla poesia si aggiunge la danza, mentre il coro si muoveva coreograficamente durante l'esecuzione dei canti corali.
Il ritmo di questi canti era lo stesso della poesia. Il coro greco cantava all'unisono, utilizzando il procedimento dell'eterofonia: veniva cantata un'unica melodia, ma ad altezze diverse. Massimi poeti e musicisti dei canti corali furono Stesicoro e Pindaro. Siamo tra il periodo arcaico e classico.

### Periodo classico

#### La tragedia
Nel periodo classico, la prima grande novità fu la nascita della tragedia, di cui si hanno notizie dall'opera di Aristotele, nella quale si afferma che la tragedia nasce, nel Peloponneso, dal ditirambo.

#### Il coro
La disposizione circolare del coro greco e l'organizzazione dei testi dei ditirambi, anche dal punto di vista metrico, fu introdotta da Arione di Metimna. Successivamente, dal coro si distaccò un corifeo, o capo del coro, che raccontava le gesta sia del dio Dioniso che di altri dei. Il racconto del corifeo si alternava agli interventi del coro. Il salto verso la rappresentazione avvenne con il passaggio dalla struttura lirica, quando il corifeo raccontava una storia all'uditorio, a quella drammatica, quando il corifeo diventa attore, impersonificando Dioniso o un altro dio. Secondo la tradizione, questa trasformazione fu operata da Tespi.

#### La struttura musicale
Dal punto di vista musicale, nel periodo classico, il nomos viene sostituito gradualmente da scale. La differenza tra nomos e modo sta nel fatto che il nomos è una melodia prestabilita in una tonalità, mentre il modo consente di inventare nuove melodie pur intonando la stessa tonalità. I principali modi, dorico, frigio e lidio, vengono chiamati con i nomi dei nomoi corrispondenti, proprio perché le scale di quei nomoi sono le stesse dei modi.
Com'è avvenuto di norma nella storia della musica, le innovazioni tecniche, cioè i sistemi musicali, precedono la loro teorizzazione. I Greci utilizzavano nella pratica i sistemi musicali.

#### La forma del teatro greco
I teatri della Grecia e della Magna Grecia, per ottenere una perfetta resa acustica, venivano costruiti sulle colline, e, per l'amplificazione del suono, a forma di conchiglia. Esempi notevoli di teatri greci sono il Teatro di Dioniso, ad Atene, il Teatro greco di Siracusa, il Teatro di Epidauro.

#### Generi, modi, armonie, sistema perfetto e il Tetracordo
Il primo studioso di musica da un punto di vista teorico e tecnico, nonché il primo musicologo dell'antichità viene considerato Aristosseno di Taranto. I suoi studi individuarono alla base del sistema musicale greco il tetracordo, una successione di quattro suoni discendenti compresi nell'ambito di un intervallo di quarta giusta. I suoi estremi erano fissi, quelli interni erano mobili. L'ampiezza degli intervalli di un tetracordo caratterizzava i 3 generi della musica greca: diatonico, cromatico, enarmonico. Il tetracordo di genere diatonico era costituito da 2 intervalli di tono ed uno di semitono. Il tetracordo di genere cromatico era costituito da un intervallo di terza minore e 2 intervalli di semitono. Il tetracordo di genere enarmonico era costituito da un intervallo di terza maggiore e 2 micro-intervalli di un quarto di tono. Nei tetracordi di genere diatonico la collocazione dell'unico semitono, distingueva i tre modi: dorico, frigio e lidio. Il tetracordo dorico aveva il semitono al grave ed era di origine greca. Il tetracordo frigio aveva il semitono al centro ed era di origine orientale, come il tetracordo lidio in cui il semitono stava all'acuto. I tetracordi erano, di solito, accoppiati a due a due; potevano essere disgiunti o congiunti. L'unione di due tetracordi formava una harmonia. La diàzeuxis era il punto di distacco fra due tetracordi disgiunti; la synafè, il punto in cui si univano due tetracordi congiunti. Se nelle harmonìai si abbassava di un'ottava il tetracordo superiore, si ottenevano gli ipomodi (ipodorico, ipofrigio, ipolidio), congiunti. Se ad una harmonia disgiunta si aggiungeva un tetracordo congiunto all'acuto, un tetracordo congiunto al grave e sotto a quest'ultimo una nota (proslambanòmenos), si otteneva il sistema tèleion (o sistema perfetto), che abbracciava l'estensione di due ottave. Il teleion, fu elaborato nel IV secolo a.C. Il primo grande mutamento, nell'epoca classica, è il passaggio dai nomoi ai modi corrispondenti. Già in Sofocle i nomoi sono scomparsi. Con Euripide vi è la comparsa, accanto al genere diatonico, di due nuovi generi: cromatico ed enarmonico. In realtà quest'innovazione si deve a Timoteo di Mileto, protagonista della rivoluzione musicale del V secolo, accompagnata dalla costruzione della lira con non più di sette o undici corde, proprio per consentire l'uso delle alterazioni. Questi generi sono di derivazione orientale. L'introduzione delle alterazioni apporta una sfumatura, una carica espressiva maggiore rispetto al genere diatonico. Questa è la ragione per cui Euripide utilizzò i generi enarmonico e cromatico. La sua tragedia aveva un'accentuazione espressiva delle passioni, esprimibile solo con i generi cromatico ed enarmonico. I filosofi e gli intellettuali del tempo, dinanzi alla rivoluzione del V secolo, si divisero, com'è desumibile dalla riflessioni di Platone e Aristotele, entrambi filosofi del periodo classico.

#### La dottrina dell'ethos e l'educazione
A Pitagora si attribuisce l'affermazione della relazione tra la musica e l'animo umano, concetto ripreso e sviluppato da tutta la filosofia greca dei secoli seguenti e che assunse i caratteri della dottrina dell'ethos. Tale dottrina indicò le relazioni esistenti tra alcuni aspetti del linguaggio musicale e determinati stati d'animo. Le differenti potenzialità emotive della musica riguardavano principalmente le armonie, cioè le melodie, ma potevano anche riferirsi ai ritmi e agli strumenti. Ogni tipo di musica riproduce un certo stato d'animo; questa imitazione avviene in vari modi: per esempio, il modo dorico veniva considerato capace di produrre un ethos positivo e pacato, mentre il modo frigio era legato ad un ethos soggettivo e passionale. Ogni modo doveva produrre un ben determinato effetto sull'animo, positivo o negativo che fosse; inoltre, ogni modo, non imiterebbe soltanto uno stato d'animo, ma anche i costumi del paese da cui trae origine, e persino il tipo di regime politico, democratico, oligarchico o tirannico. L'insieme delle dottrine, anche diverse, presenti nella scuola pitagorica trova una sistemazione ed una certa coerenza nella filosofia di Platone.

### Platone e la filosofia della musica
Platone raccoglie una precisa eredità di pensiero che consiste nel ritenere che il cosmo sia organizzato da rapporti numerici gli stessi dell'armonia musicale, la cosiddetta armonia delle sfere (armonia pitagorica). Nel dialogo di Platone, La Repubblica, la posizione del filosofo, nei confronti della musica, è estremamente complessa: da un lato c'è una condanna filosofica dell'arte in generale, perché tutta l'arte è imitazione della realtà e la realtà, a sua volta, è il riflesso del mondo delle idee. L'arte, quindi, essendo imitazione di un'imitazione, è lontana di due gradi dalla verità; dall'altro c'è l'armonia delle sfere, quella di origine pitagorica, che è riflesso della perfezione del cosmo, ma che non è udibile dall'uomo. Dunque, la musica in quanto fonte di piacere, sotto il profilo pratico, è oggetto di condanna o, più raramente, può essere accettata, ma con cautela e con molte riserve. Va aggiunto che la musica può anche essere una scienza, e, in quanto tale, oggetto non più dei sensi, ma della ragione. La musica, allora, può avvicinarsi alla filosofia sino ad identificarsi con essa, come la più alta forma di sapienza (sophia). Si ritrova in molti dialoghi di Platone l'identificazione del comporre musica con il filosofare. Ad esempio, nel mito delle cicale nel Fedro, appare chiara la posizione privilegiata della musica rispetto alle altre Muse, privilegio che la rende simile alla filosofia, nel senso che filosofare significa "rendere onore alla musica". In questo mito la musica appare come un dono divino di cui l'uomo può appropriarsi, ma solo ad un certo livello, cioè quando raggiunge la sophia. Nell'educazione, Platone proponeva la ginnastica e la musica, nel significato di canto e di suono della lira, per l'anima. Il filosofo, inoltre, si trovava di fronte alle profonde innovazioni della pratica musicale del suo tempo, innovazioni che nel loro insieme rappresentavano la rivoluzione musicale del V secolo. Di fronte ad essa il filosofo manifesta la sua più profonda avversione e ostilità, ancorandosi alla più antica e salda tradizione musicale e poetica. Questa posizione conservatrice non ha origine solamente in un suo atteggiamento negativo di fronte ai musicisti e alla nuova musica del suo tempo, ma trova una spiegazione anche nella sua filosofia della musica.

### Aristotele e la visione aperta
Aristotele, invece, ebbe una visione più aperta della musica e dell'innovazione che ne seguì.  Aristotele riprende il concetto pitagorico di catarsi, ma lo modifica, osservando che il meccanismo della purificazione avviene attraverso una liberazione delle passioni imitate dal musicista: perciò, secondo il suo pensiero, non vi sono armonie o musiche dannose in assoluto dal punto di vista etico. La musica è una medicina per l'animo, proprio perché è in grado di imitare tutte le passioni o emozioni che ci tormentano e di cui siamo affetti e dalle quali vogliamo purificarci. Tale liberazione avviene proprio osservando la loro imitazione attraverso l'arte. Aristotele sottolinea come Platone confonda la realtà con l'imitazione della realtà. Egli afferma: Platone confonde colui che zoppica con colui che imita uno zoppo. Queste sono due cose diverse, perché l'imitazione della realtà che avviene nell'arte non è la realtà in sé, ma ha una funzione catartica perché, dopo aver provocato nello spettatore una immedesimazione di sentimenti, alla fine lo libera da questi stessi sentimenti, quindi produce una sorta di liberazione omeopatica, in quanto rafforza un sintomo per poi scaricarlo. La musica ha come fine il piacere, e come tale rappresenta un ozio, cioè qualcosa che si oppone al lavoro e all'attività. In quanto occupazione per i momenti di ozio, la musica veniva considerata da Aristotele come una disciplina "nobile e liberale". La musica è un'imitazione della realtà che suscita sentimenti, perciò è educativa in quanto l'artista può scegliere più opportunamente la verità da imitare per influire così sull'animo umano.

## Discografia
- 1967 - Canti dell'antica Grecia, I Madrigalisti (polifonica genovese), dir. Leopoldo Gamberini (Angelicum, 45/SA 3068)
- 1979 - Musique de la Grece antique, Atrium Musicae de Madrid, dir. Gregorio Paniagua (Harmonia Mundi, HMC 1901015)
- 1996 - Musiques de l'Antiquité Grecque, Ensemble Kerylos, dir. Annie Bélis (K617, K617069)
- 2005 - Melpomen - Ancient Greek Music for an Athenian Symposion of ca. 450 BC, ricostruito e composto da Conrad Steinmann; Ensemble Melpomen, dir. C. Steinmann (Harmonia Mundi, serie "Schola Cantorum Basiliensis - Documenta", HMC 905263)